# Krasnye Vorota (métro de Moscou)
Pour les articles homonymes, voir Vorota.
Krasnye Vorota (en russe : Кра́сные Воро́та et en anglais : Krasnye Vorota), est une station de la ligne Sokolnitcheskaïa (ligne 1 rouge) du métro de Moscou, située sur le territoire de l'arrondissement Basmanny dans le district administratif central de Moscou.
Elle est mise en service en 1935 lors de l'ouverture de la première ligne du métro de Moscou.
La station est ouverte tous les jours aux heures de circulation du métro.

## Situation sur le réseau
Établie en souterrain, à 31 mètres sous le niveau du sol, la station Krasnye Vorota est située au point 22+71,75 de la ligne Sokolnitcheskaïa (ligne 1 rouge), entre les stations Komsomolskaïa (en direction de Boulvar Rokossovskovo) et Tchistye proudy (en direction de Salarievo).

## Histoire
La station Krasnye Vorota est mise en service le 15 mai 1935, lors de l'ouverture à l'exploitation de la première ligne du métro entre les stations Sokolniki et Park koultoury.
Dessinée par les architectes I. Fomine et N.N. Andrikanis, elle a des murs carrelés gris-blanc et des piliers recouverts de marbre géorgien de Shrosha, de couleur rouge foncé. C'est une station à quatre étages souterrains, l'un des deux supérieurs étant le premier à utiliser un design à trois arches et trois tunnels parallèles cylindriques. Dans ce type de station, les tubes extérieurs (abritant les rails et les plates-formes) sont séparés du hall central, plus large, par d'imposants piliers. Elle dispose d'un bâtiment extérieur en forme de coquillage, dessiné par N.A. Ladovski, situé du côté sud de Sadovoïe Koltso, le boulevard périphérique "B" de Moscou.

Architecture et décoration
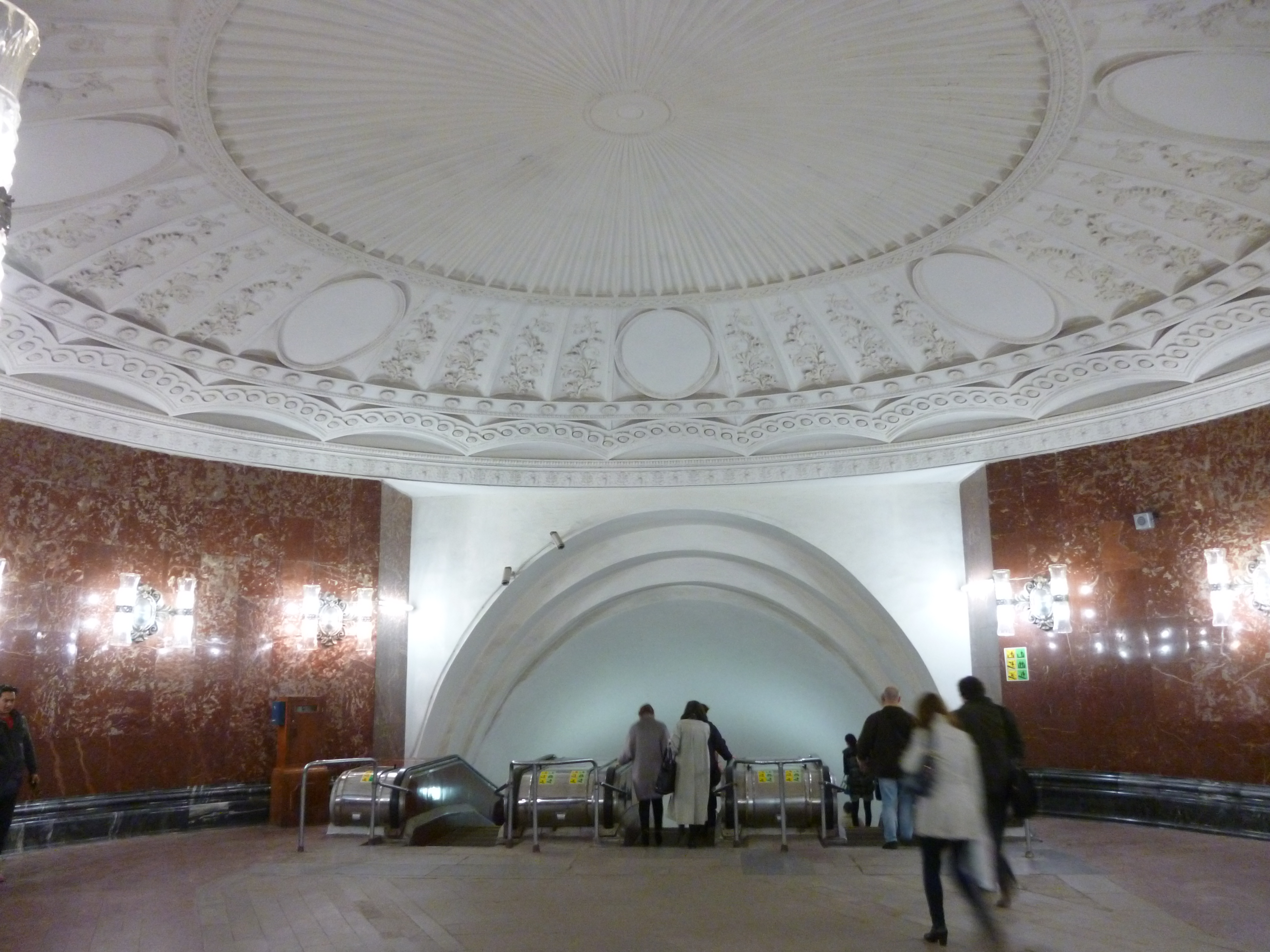
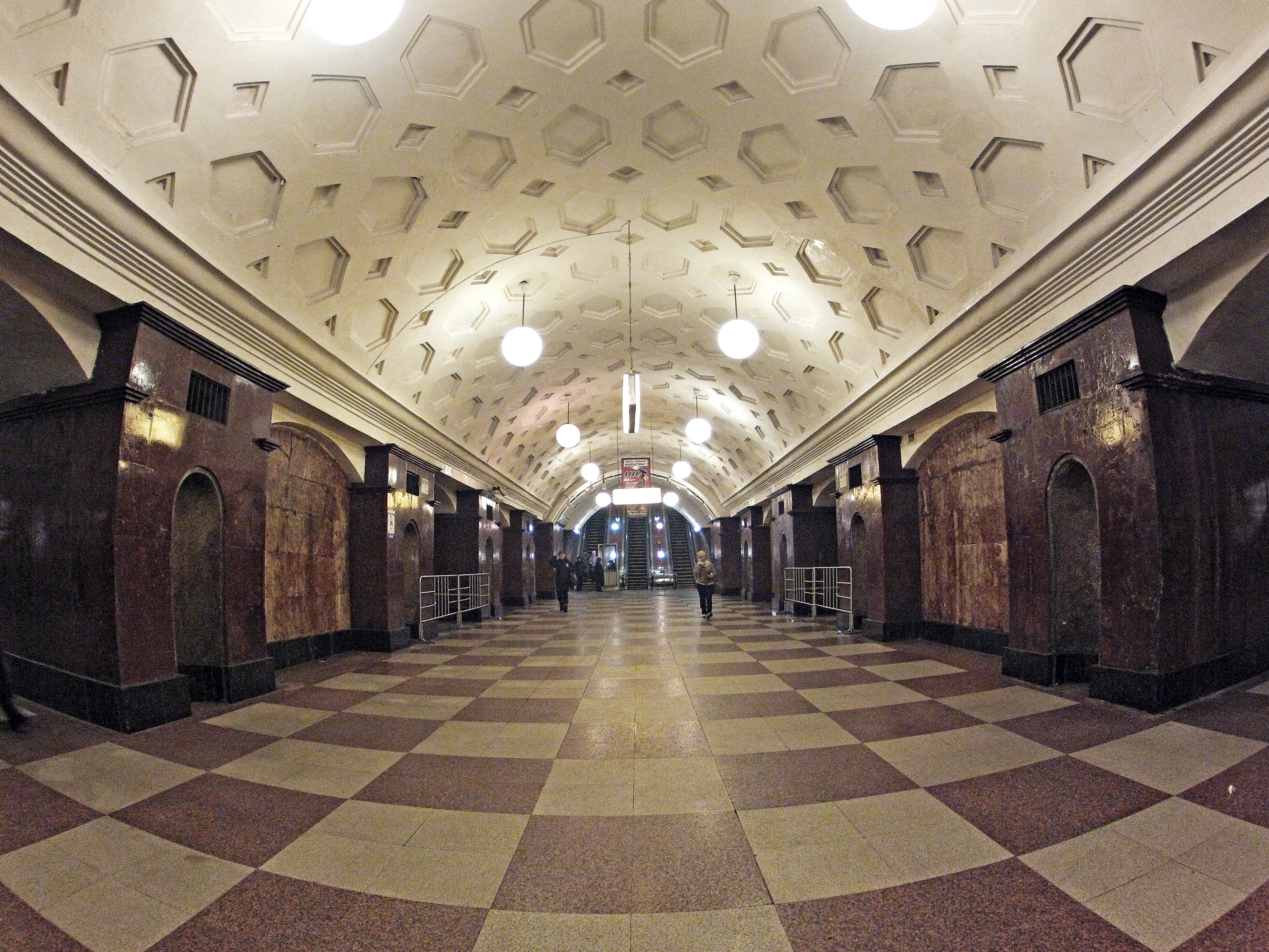
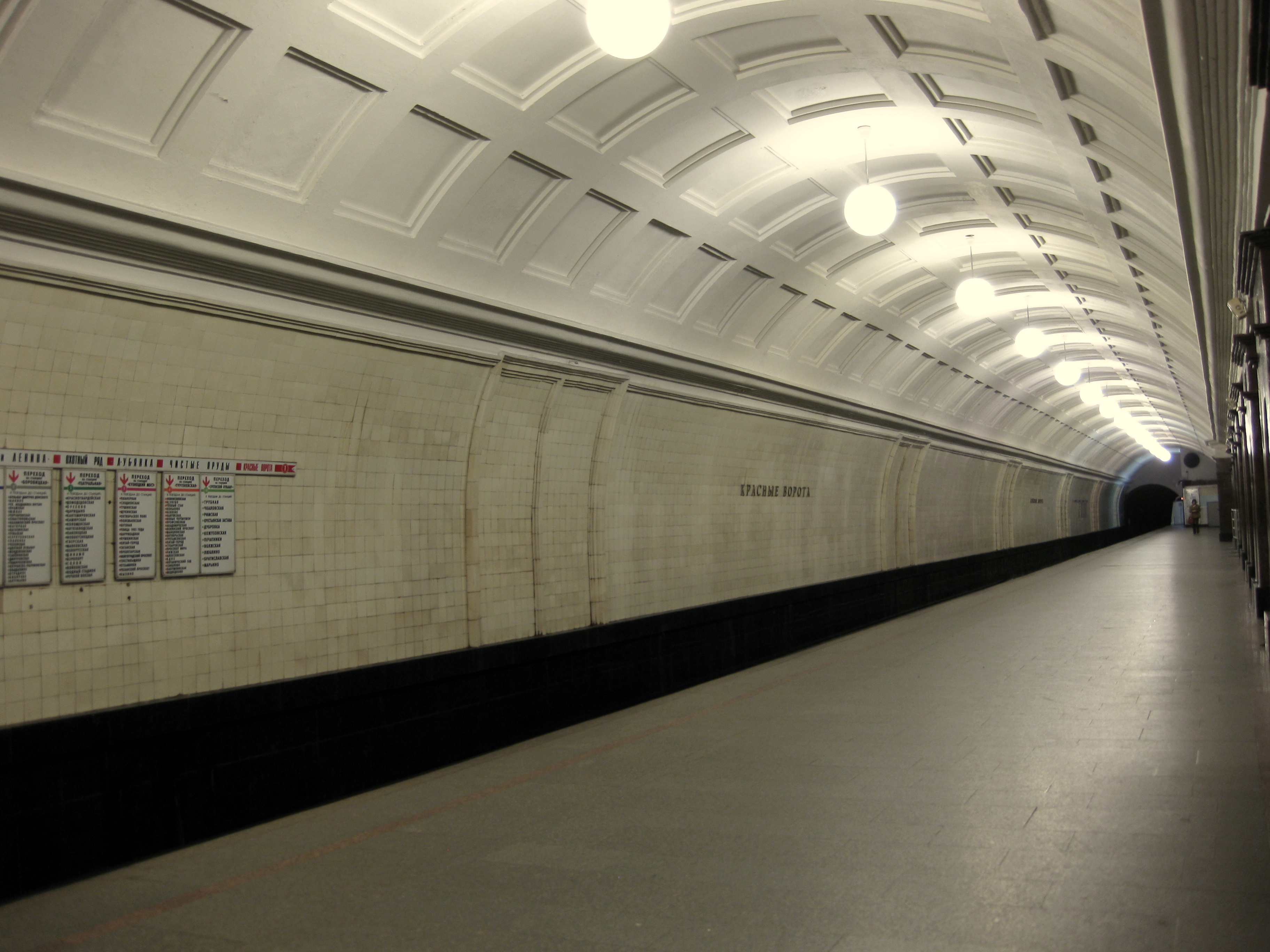

Une maquette de la station est exposée lors de l'Exposition universelle de 1937 à Paris, elle reçut un Grand Prix.
En 1952, est installé le premier portillon d'accès du système de métro moscovite. Un second vestibule, construit au rez-de-chaussée d'un des gratte-ciel staliniens (d'après les travaux de l'architecte Alexeï Douchkine), est achevé en 1953.
Entre 1962, la station est renommée Lermontovskaïa, en référence à l'écrivain russe Mikhaïl Lermontov, un buste est installé à l'extrémité du quai. Elle reprend son nom d'origine en 1986.